# ミスティー (桜田淳子の曲)
「ミスティー」は、1981年6月にリリースされた桜田淳子の35枚目のシングルである。

## 解説
現時点でオリコンチャートにランクインした最後の楽曲となっている。
ピンクのレオタードの衣装は、桜田本人が「オリビア・ニュートン＝ジョンがライブビデオで着ていたショッキングピンクの全身タイツのイメージを、デザイナーさんにお願いして作ってもらったもの」と語っている。
本曲発売月の26日には、「淳子の電波ジャック・Misty Day」と名付けられた企画により、「ズームイン!!朝!」を皮切りに「お昼のワイドショー」「3時にあいましょう」「スター千一夜」「玉ねぎむいたら…」と、録画収録の番組も含めて、文字通り朝から晩までテレビに登場した。
同時期の主演ドラマ「玉ねぎむいたら…」の第16話の冒頭では、テレビでこの曲のMVが流れるシーンが放送された。

## 収録曲
1. ミスティー (3:42)
作詞：小林和子／作曲：小田裕一郎／編曲：大村雅朗
2. 恋はSEE-SAW (3:48)
作詞：竜真知子／作曲：林哲司／編曲：松井忠重